# Сеоце (Бреза)
Сеоце је насељено мјесто у општини Бреза, Босна и Херцеговина.

## Становништво
|             | 2013.      | 1991.        | 1981.        | 1971.        |
| Укупно      | 4 (100,0%) | 49 (100,0%)  | 74 (100,0%)  | 97 (100,0%)  |
| Бошњаци     | 4 (100,0%) | 25 (51,02%)1 | 39 (52,70%)1 | 53 (54,64%)1 |
| Срби        | –          | 23 (46,94%)  | 29 (39,19%)  | 44 (45,36%)  |
| Југословени | –          | 1 (2,041%)   | 6 (8,108%)   | –            |

1. 1 На пописима од 1971. до 1991. Бошњаци су пописивани углавном као Муслимани.